# Мглинский уезд
Мгли́нский уезд — административно-территориальная единица, образованная в 1781 году в составе Новгород-Северского наместничества Российской империи. Уездный город — Мглин.

## История
Мглинский уезд был сформирован на территориальной основе Мглинской и Почепской сотен Стародубского полка. После упразднения наместничеств (1796), был включён в состав Малороссийской, а с 1802 — Черниговской губернии.
На 1913 год имел следующую структуру:.
В 1919 году вместе с другими уездами Стародубщины был включён в состав новообразованной Гомельской губернии РСФСР.
В том же 1919 году из состава Мглинского уезда был выделен новый Почепский уезд, а в 1922 году оставшаяся часть уезда (включая город Мглин) была разделена между Почепским и Клинцовским уездами. В 1923—1926 гг. вся территория бывшего Мглинского уезда была включена в состав Брянской губернии.
Ныне вся территория Мглинского уезда относится к Брянской области.

## География и население
Уезд находился в северной части Черниговской губернии, на западе граничил с Суражским, на юге — со Стародубским уездами Черниговской губернии, на востоке — с Орловской и на севере — со Смоленской губерниями Российской империи. Площадь уезда, по Стрельбицкому, составляла 3 319,5 верст² (3 777 км²).
Согласно переписи населения Российской империи 1897 года, в уезде проживало 139 343 человек. Из них 78,21 % — великороссы, 14,17 % — белорусы, 7,3 % — евреи. В городе Мглине проживало 7640 чел..

## Административное деление
По состоянию на 1890 год, в состав уезда входило 3 стана и 16 волостей:
| Волость       | Волостной центр                   | Количество сельских обществ |
| ------------- | --------------------------------- | --------------------------- |
| І стан        |                                   |                             |
| Почепская     | Почеп                             | 34                          |
| Пьянорогская  | Пьяный Рог (ныне Первомайское)    | 5                           |
| Краснорогская | Красный Рог                       | 8                           |
| Ивайтёнская   | Ивайтёнки (ныне Старые Ивайтёнки) | 25                          |
| Старосельская | Староселье                        | 43                          |
| Котляковская  | Котляково                         | 35                          |
| ІІ стан       |                                   |                             |
| Кульневская   | Кульнево                          | 27                          |
| Воробейнская  | Воробейня                         | 56                          |
| Алексеевская  | Алексеевское (Алексеевск)         | 86                          |
| Балыкская     | Балыки                            | 37                          |
| ІІІ стан      |                                   |                             |
| Мглинская     | Мглин                             | 36                          |
| Шумаровская   | Шумарово                          | 30                          |
| Романовская   | Романовка (ныне Новая Романовка)  | 8                           |
| Костеничская  | Костеничи                         | 38                          |
| Павловская    | Павловка                          | 16                          |
| Нивнянская    | Нивное                            | 15                          |